# マルロン・サンドロ
マルロン・サンドロ（Marlon Sandro、1977年3月8日 - ）は、ブラジルの男性総合格闘家。リオデジャネイロ州出身。ノヴァウニオン所属。ブラジリアン柔術黒帯。元SRCフェザー級王者。元フェザー級キング・オブ・パンクラシスト。

## 来歴
リオデジャネイロの「ファベイラ」と呼ばれるスラム街の母子家庭で育つ。サッカー選手を目指していたが、17歳の時にアンドレ・ペデネイラスと出会い、ノヴァウニオンに入門した。
2007年11月28日、初参戦となったパンクラスでDJ.taikiと対戦し、3-0の判定勝ち。
2008年3月26日、パンクラスフェザー級王座次期挑戦者決定戦で志田幹と対戦し、KO勝ち。
2008年10月26日、フェザー級キング・オブ・パンクラス決定戦で滝田J太郎と対戦。3-0の判定勝ちを収め王座獲得に成功した。

### 戦極・SRC
2009年3月20日、戦極初参戦となった戦極 〜第七陣〜の戦極フェザー級（-65kg）グランプリ1回戦でマット・ジャガースと対戦し、スタンディングでの肩固めで絞め落とし、一本勝ちを収めた。
2009年5月2日、戦極 〜第八陣〜の戦極フェザー級グランプリ2回戦でニック・デニスと対戦。右アッパーからの左フックでダウンを奪いパウンドによる追撃でKO勝ち。
2009年8月2日、戦極 〜第九陣〜の戦極フェザー級グランプリ準決勝で小見川道大と対戦し、小差の判定負けを喫しキャリア初黒星となったが、本人は判定への不満を漏らした。
2009年12月31日、Dynamite!! 〜勇気のチカラ2009〜のDREAM vs SRC 対抗戦で所英男と対戦予定であったが、練習中の負傷により欠場となった。
2010年3月7日、SRC12で鹿又智成と対戦し、1R開始9秒右アッパーでKO勝ち。試合後にリング上で挨拶したフェザー級王者金原正徳が挑戦者にサンドロを指名した。
2010年6月20日、SRC13でSRCフェザー級王者金原正徳に挑戦し、開始38秒右アッパーでKO勝ちを収め王座獲得に成功した。
2010年12月30日、戦極 Soul of Fightのメインイベントとして行なわれたSRCフェザー級王座の初防衛戦で日沖発の挑戦を受け、0-3の判定負けを喫し王座から陥落した。

### Bellator
2011年6月25日、Bellator初参戦となったBellator 46でジェナイル・ダ・シウバと対戦し、2-1の判定勝ち。
2011年7月23日、Bellator 47でナザレノ・マレガリエと対戦し、フルマークの判定勝ち。
2011年8月20日、Bellator 48でパット・カランと対戦、2RにハイキックでKO負け。総合格闘技デビュー以来初のKO負けになると共に、トーナメント準優勝に終わった。
2011年11月19日、Bellator 58でハファエル・ディアスと対戦し、肩固めで一本勝ち。

## 戦績
| 総合格闘技 戦績 | 総合格闘技 戦績 | 総合格闘技 戦績 | 総合格闘技 戦績 | 総合格闘技 戦績 | 総合格闘技 戦績 | 総合格闘技 戦績 |
| --------------- | --------------- | --------------- | --------------- | --------------- | --------------- | --------------- |
| 36 試合         | (T)KO           | 一本            | 判定            | その他          | 引き分け        | 無効試合        |
| 27 勝           | 9               | 6               | 12              | 0               | 2               | 0               |
| 7 敗            | 2               | 0               | 5               | 0               | 2               | 0               |

| 勝敗 | 対戦相手                     | 試合結果                         | 大会名                                                                  | 開催年月日     |
| ○    | 松嶋こよみ                   | 1R 2:51 TKO（パウンド）          | PANCRASE 283                                                            | 2016年12月18日 |
| ×    | チェ・ムギョム               | 5分3R終了 判定0-3                | ROAD FC 29 【ROAD FCフェザー級タイトルマッチ】                          | 2016年3月12日  |
| ○    | ヴァンデルソン・ミシェル     | 1R 1:19 ギブアップ（肩の負傷）   | Shooto Brasil 59: Bahia                                                 | 2015年11月13日 |
| △    | キム・スーチョル             | 5分3R終了 判定0-0                | ROAD FC 25                                                              | 2015年8月22日  |
| ×    | ISAO                         | 5分3R終了 判定1-2                | PANCRASE 266                                                            | 2015年4月26日  |
| ○    | クリス・ホロデッキー         | 5分3R終了 判定3-0                | Bellator 119                                                            | 2014年5月9日   |
| △    | 内村洋次郎                   | 5分3R終了 判定0-0                | PANCRASE 252                                                            | 2013年9月29日  |
| ×    | マゴメドラスル・カズブラエフ | 3R 2:38 TKO（パウンド）          | Bellator 92 【フェザー級トーナメント 準決勝】                           | 2013年3月7日   |
| ○    | アコップ・ステパーニャン     | 5分3R終了 判定2-0                | Bellator 88 【フェザー級トーナメント 1回戦】                            | 2013年2月7日   |
| ○    | ダスティン・ニース           | 1R 2:05 リアネイキドチョーク     | Bellator 81                                                             | 2012年11月16日 |
| ×    | ダニエル・ストラウス         | 5分3R終了 判定0-3                | Bellator 68 【フェザー級トーナメント 決勝】                             | 2012年5月11日  |
| ○    | アレッシャンドリ・ベセーラ   | 5分3R終了 判定2-1                | Bellator 64 【フェザー級トーナメント 準決勝】                           | 2012年4月6日   |
| ○    | ロベルト・バルガス           | 1R 3:35 リアネイキドチョーク     | Bellator 60 【フェザー級トーナメント 1回戦】                            | 2012年3月9日   |
| ○    | ハファエル・ディアス         | 1R 3:56 肩固め                   | Bellator 58                                                             | 2011年11月19日 |
| ×    | パット・カラン               | 2R 4:00 KO（右ハイキック）       | Bellator 48 【フェザー級トーナメント 決勝】                             | 2011年8月20日  |
| ○    | ナザレノ・マレガリエ         | 5分3R終了 判定3-0                | Bellator 47 【フェザー級トーナメント 準決勝】                           | 2011年7月23日  |
| ○    | ジェナイル・ダ・シウバ       | 5分3R終了 判定2-1                | Bellator 46 【フェザー級トーナメント 1回戦】                            | 2011年6月25日  |
| ×    | 日沖発                       | 5分5R終了 判定0-3                | 戦極 Soul of Fight 【SRCフェザー級チャンピオンシップ】                  | 2010年12月30日 |
| ○    | 金原正徳                     | 1R 0:38 KO（右アッパー）         | SRC13 【SRCフェザー級チャンピオンシップ】                               | 2010年6月20日  |
| ○    | 鹿又智成                     | 1R 0:09 KO（右アッパー）         | SRC12                                                                   | 2010年3月7日   |
| ○    | 星野勇二                     | 1R 2:33 KO（右フック）           | 戦極 〜第十一陣〜                                                       | 2009年11月7日  |
| ×    | 小見川道大                   | 5分3R終了 判定1-2                | 戦極 〜第九陣〜 【フェザー級グランプリ2009 準決勝】                     | 2009年8月2日   |
| ○    | ニック・デニス               | 1R 0:19 KO（左フック→パウンド）  | 戦極 〜第八陣〜 【フェザー級グランプリ2009 2回戦】                      | 2009年5月2日   |
| ○    | マット・ジャガース           | 2R 2:57 肩固め                   | 戦極 〜第七陣〜 【フェザー級グランプリ2009 1回戦】                      | 2009年3月20日  |
| ○    | 滝田J太郎                    | 5分3R終了 判定3-0                | PANCRASE 2008 SHINING TOUR 【フェザー級キング・オブ・パンクラス決定戦】 | 2008年10月26日 |
| ○    | 志田幹                       | 2R 4:19 KO（スタンドパンチ連打） | PANCRASE 2008 SHINING TOUR 【フェザー級王座次期挑戦者決定戦】           | 2008年3月26日  |
| ○    | DJ.taiki                     | 5分3R終了 判定3-0                | PANCRASE 2007 RISING TOUR                                               | 2007年11月28日 |
| ○    | マルコス・バブイーノ         | 5分3R終了 判定3-0                | Shooto Brazil 3: The Evolution                                          | 2007年7月7日   |
| ○    | ヴィリアム・ヴィアナ         | 5分3R終了 判定3-0                | Shooto Brazil 2                                                         | 2007年3月24日  |
| ○    | エリナウド・ホドリゲス       | 5分3R終了 判定3-0                | Shooto Brazil 1: The Return                                             | 2006年12月3日  |
| ○    | マルセロ・フェレイラ         | 5分3R終了 判定3-0                | Minotauro Fights 4                                                      | 2006年8月4日   |
| ○    | アレクサンデル・アラーニャ   | 1R 1:20 KO（パンチ連打）         | Arena Combat Cup 2                                                      | 2005年11月5日  |
| ○    | ファブリシオ・メディロス     | 5分3R終了 判定3-0                | 修斗ブラジル 8                                                          | 2005年4月30日  |
| ○    | オルレイ・ジ・オリベイラ     | 1R 0:21 KO（パンチ連打）         | 修斗ブラジル 7                                                          | 2005年3月19日  |
| ○    | カカ・リマ                   | 2R 三角絞め                      | Arena Combat Cup 1 【フェザー級トーナメント 決勝】                      | 2004年11月6日  |
| ○    | タトゥー・ヌーンズ           | 1R チョークスリーパー            | Arena Combat Cup 1 【フェザー級トーナメント 1回戦】                     | 2004年11月6日  |

## 獲得タイトル
- Arena Combat Cup 1フェザー級トーナメント 優勝（2004年）
- 第2代フェザー級キング・オブ・パンクラス王座（2008年）
- 第2代SRCフェザー級王座（2010年）